# Tống Bình (chính trị gia)
Tống Bình (sinh 24 tháng 4 năm 1917) là một nhà cách mạng và chính trị gia nổi tiếng của Đảng Cộng sản Trung Quốc. Ông là một thành viên của Ban Thường vụ Bộ Chính trị Đảng Cộng sản Trung Quốc khóa 13, nơi chỉ đạo toàn bộ công tác của Đảng và ông cũng là thành viên duy nhất còn sống của Thế hệ lãnh đạo thứ 2.

## Tiểu sử
Tống Bình có quê quán tại địa cấp thị Nhật Chiếu, tỉnh Sơn Đông.
Ông vươn lên vị trí Tỉnh trưởng Chính phủ Nhân dân tỉnh Cam Túc, Bí thư Tỉnh ủy tỉnh Cam Túc trong thời gian 1977 - 1981 và sau đó trở thành Trưởng ban Tổ chức Trung ương Đảng vào năm 1987. Ông phụ trách vấn đề đề bạt, bổ nhiệm và luân chuyển nhân sự cao cấp của Đảng Cộng sản Trung Quốc.
Trong thời gian làm Tỉnh trưởng Chính phủ Nhân dân tỉnh Cam Túc (1977 - 1979), Bí thư Tỉnh ủy, ông là người bồi dưỡng cho Hồ Cẩm Đào và Ôn Gia Bảo - những người mà sau này đã trở thành Tổng Bí thư và Thủ tướng.
Năm 1987, ông rời khỏi Ủy ban Kế hoạch Nhà nước và thay Úy Kiện Hành làm Trưởng ban Tổ chức Trung ương. Ông là người công bố Nghị quyết của Đảng Cộng sản Trung Quốc về việc trục xuất các Đảng viên của Đảng này vì có thiện cảm với những người biểu tình ở Thiên An Môn năm 1989.
Ông nghỉ hưu sau sau Đại hội XIV của Đảng Cộng sản Trung Quốc. Tháng 4 năm 2017, ông tròn 100 tuổi.